# Podosowa
Podosowa – wieś sołecka w Polsce położona w województwie mazowieckim, w powiecie piaseczyńskim, w gminie Góra Kalwaria. Leży przy drodze krajowej nr 79.
W latach 1975–1998 miejscowość administracyjnie należała do województwa warszawskiego.